# 林馥 (明朝)
林馥（？—？年），福建同安縣仁德十一都東蓮人，锦衣卫軍籍。明朝政治人物。

## 生平
弘治八年（1495年）乙卯科順天府乡试舉人，正德九年（1514年）甲戌科三甲第三十一名進士，官工部主事。